# Chala (Sprache)
Chala ist eine Sprache in Ghana mit ca. 3.000 Sprechern in den Dörfern Nkwanta, Odomi und Ago in der Volta Region. Sie ist die Muttersprache der Chala.
In Jadigbe, einem Dorf in der Nähe von Seipe, südlich von Ekumdipe in der Northern Region sprechen nur noch 35 % der Bevölkerung Chala. Alternative Namen sind Tshala und Cala.